# Americabaetis
Americabaetis is een geslacht van haften (Ephemeroptera) uit de familie Baetidae.

## Soorten
Het geslacht Americabaetis omvat de volgende soorten:
- Americabaetis albinervis
- Americabaetis alphus
- Americabaetis boriquensis
- Americabaetis bridarollii
- Americabaetis bruchi
- Americabaetis humilis
- Americabaetis intermedius
- Americabaetis jorgenseni
- Americabaetis labiosus
- Americabaetis longetron
- Americabaetis lugoi
- Americabaetis maxifolium
- Americabaetis mecistognathus
- Americabaetis naranjoi
- Americabaetis oldendorffii
- Americabaetis peterseni
- Americabaetis pleturus
- Americabaetis robacki
- Americabaetis spinosus
- Americabaetis titthion
- Americabaetis weiseri